# 芦花潭乡
芦花潭乡，是中华人民共和国湖南省常德市桃源县下辖的一个乡镇级行政单位。

## 行政区划
芦花潭乡下辖以下地区：
芦花村、太平村、新跃村、向阳村和老屋棚村。